# Isa Phillips
Isa Phillips (ur. 22 kwietnia 1984 w Kingston) – jamajski lekkoatleta, specjalizujący się w biegu na 400 metrów przez płotki.

## Osiągnięcia
- 3. miejsce podczas Światowego Finału IAAF (Stuttgart 2008)
- srebrny medal igrzysk panamerykańskich (Guadalajara 2011)

Phillips kilkukrotnie reprezentował Jamajkę na największych międzynarodowych imprezach, jednak bez znaczących sukcesów, m.in. w 2008 wystąpił podczas igrzysk olimpijskich w Pekinie, gdzie odpadł w półfinale notując 9. czas półfinałów - pierwszy niedający kwalifikacji do finału (Phillips przegrał awans z Polakiem Markiem Plawgo o 0,1 sekundy).

## Rekordy życiowe
- bieg na 400 m przez płotki – 48,05 (2009)